# Jakaulewiczy
Jakaulewiczy (biał. Якаўлевічы; ros. Яковлевичи, Jakowlewiczi; pol. hist. Jakowlewicze) – wieś na Białorusi, w obwodzie witebskim, w rejonie orszańskim, w sielsowiecie Zubawa, nad Leszczą. 

## Historia
W XIX i w początkach XX w. położone były w Rosji, w guberni mohylewskiej, w powiecie horeckim. Następnie w granicach Związku Sowieckiego. Od 1991 w niepodległej Białorusi.
Do 2013 siedziba sielsowietu Jakaulewiczy.